# Fond rizikového kapitálu
Fond rizikového kapitálu (anglicky venture capital fund, často zkracováno jako VC fond) je specifický typ investičního fondu, který sdružuje kapitál od investorů za účelem jeho investování do soukromých, obvykle mladých a inovativních společností (startupů) s vysokým růstovým potenciálem, globální ambicemi, dobře škálovatelný a konkurenčním produktem.[chybí lepší zdroj] Tyto fondy jsou nástrojem pro realizaci investic rizikového kapitálu.

## Struktura a fungování fondu
Fond rizikového kapitálu je nejčastěji strukturován podobně jako komanditní společnost (limited partnership, LP). Tato struktura má dvě hlavní skupiny účastníků a to správcovská společnost (General Partner, GP) a investoři (Limited Partners, LPs). Správcovská společnost představuje aktivního manažera fondu. Vyhledává investiční příležitosti, provádí due diligence, rozhoduje o investicích, aktivně spolupracuje s portfoliovými společnostmi a realizuje prodej podílů (exity). Za svou činnost pobírá poplatky. Investoři poskytují kapitál do fondu. Jsou to typicky institucionální investoři (např. penzijní fondy, pojišťovny, nadační fondy univerzit, fondy fondů), rodinné kanceláře (family offices) nebo movití jednotlivci (high-net-worth individuals). Jejich role je pasivní, nezasahují do operativního řízení fondu ani portfoliových společností, a jejich odpovědnost je omezena výší jejich vkladu.

### Životní cyklus fondu
Typický VC fond má omezenou životnost, obvykle 7–12 let, rozdělenou do několika po sobě jdoucích fází:[rozpor][ve zdroji nenalezeno]
1. Fundraising (Získávání kapitálu): GP prezentuje investiční strategii a své dosavadní výsledky potenciálním LPs s cílem získat od nich kapitálové přísliby (commitments). Tato fáze může trvat 1–2 roky.
2. Investiční období: Obvykle 3–5 let, během kterých fond aktivně vyhledává a realizuje investice do startupů.
3. Správa portfolia a růstová fáze: Po zainvestování kapitálu se GP soustředí na podporu růstu portfoliových společností, poskytuje strategické poradenství, kontakty a pomáhá s dalším rozvojem.
4. Divestiční období (Exity): V pozdějších letech existence fondu se GP snaží zhodnotit investice prodejem podílů ve společnostech. Cílem je maximalizovat návratnost pro LPs. Nejčastější formy exitu: IPO, strategická akvizice jinou firmou, sekundární prodej jinému investorovi (např. private equity fondu), nebo MBO.
5. Likvidace fondu: Po realizaci všech exitů je fond rozpuštěn a veškeré výnosy (po odečtení poplatků a podílu GP) jsou rozděleny mezi LPs.

### Poplatková struktura
Správcovské společnosti (GP) ve venture kapitálových fondech jsou typicky kompenzovány prostřednictvím struktury známé jako "dva a dvacet". To zahrnuje roční poplatek za správu (Management Fee), který fond účtuje investorům a který je typicky 2 %; tento poplatek se obvykle uplatňuje během prvních pěti let existence fondu a slouží k pokrytí provozních nákladů, jako jsou platy, právní a administrativní poplatky, přičemž některé fondy se silnými výsledky mohou účtovat i 3 %. Dále sem patří podíl na zisku (Carried Interest nebo Carry), což je standardně 20 % ze zisku fondu, který GP obdrží poté, co limitovaní partneři (LPs) dostanou zpět 100 % svého investovaného kapitálu; i zde si některé fondy mohou účtovat vyšší podíl, například 30 %.

## Investiční zaměření a fáze financování
VC fondy se často specializují na určité fáze vývoje startupu, od nejranějších (pre-seed, seed) až po pozdější růstové fáze (Series A, B, C a dále). Tato specializace ovlivňuje velikost investic, očekávanou míru rizika a návratnosti, a také typ podpory poskytované startupům.

## Fondy rizikového kapitálu v České republice
Český trh s rizikovým kapitálem, a tedy i s VC fondy, se rozvíjí zejména po roce 2010.

### Současná situace a hlavní aktéři
V současnosti v ČR působí řada domácích i mezinárodních VC fondů. Aktivitu na trhu monitoruje a podporuje například nově vzniklá Česká startupová asociace, která vznikla v roce 2025. V roce 2025 dosáhla celková výše venture kapitálových investic v Česku přes 16,6 miliard korun rozdělených do 84 investičních kol. Dle databáze projektu CzechStartups, pod státní organizací Czech Invest působí v roce 2025 30 VC fondů.

### Příklady českých a v ČR působících VC fondů
Na českém trhu aktivně působí například:
- Credo Ventures [12]
- Miton: Investiční skupina, která se podílela na budování firem jako Heureka.cz, Slevomat.cz,[13] Rohlik.cz.
- Nation1:[14] Fond pro pre-seed a seed investice do technologických startupů.
- Presto Ventures:[15] Zaměřuje se na B2B startupy v raných fázích v CEE a nově také na obraný průmysl.
- J&T Ventures:[16] Investuje do technologických startupů.
- Kaya VC (dříve Enern):[17] Investuje do raných fází startupů.
- DEPO Ventures:[18] Fond investuje zejména do raných fází startupů.
- ZAKA VC:[19] Zaměření na pre-seed a seed fáze.
- Y Soft Ventures:[20] Fond specializující se na průmyslové a hardwarové startupy.

## Regulace a právní rámec
Činnost fondů rizikového kapitálu v ČR, pokud jsou strukturovány jako regulované investiční fondy, spadá pod Zákon č. 240/2013 Sb., o investičních společnostech a investičních fondech (ZISIF). Dohled nad dodržováním povinností vykonává Česká národní banka (ČNB).